# Blabomma lahondae
Blabomma lahondae is een spinnensoort uit de familie van de waterspinnen (Cybaeidae).
De wetenschappelijke naam van de soort werd in 1937 als Chorizommoides lahondae gepubliceerd door Ralph Vary Chamberlin & Wilton Ivie.